# Merry Delabost
Merry Delabost (Saint-Saire, 29 agosto 1836 – Rouen, 11 marzo 1918) è stato un medico e inventore francese.

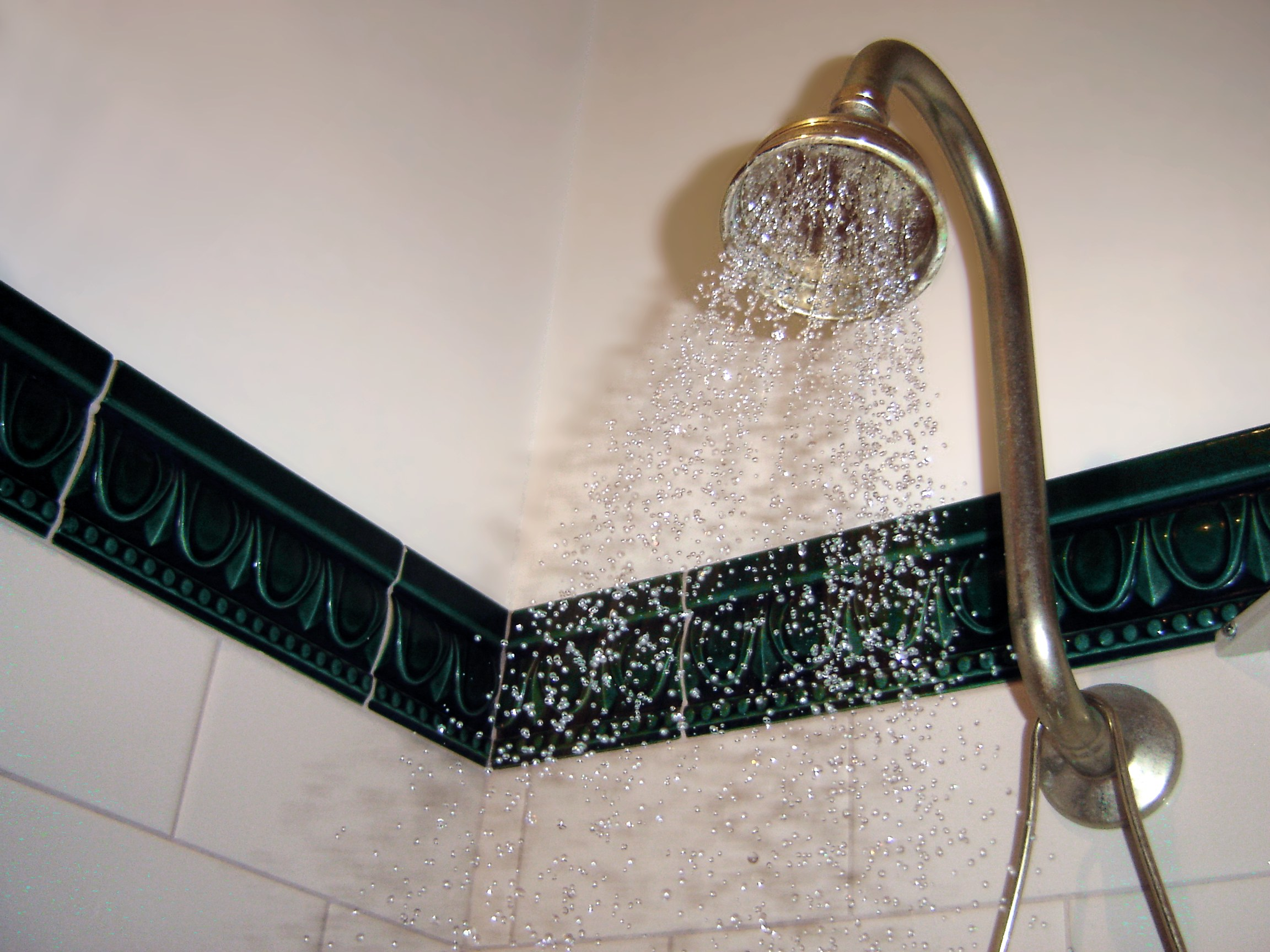
Un modello di doccia

Durante la sua attività di medico della prigione Bonne-Nouvelle, di Rouen, inventò la doccia nel 1872, con lo scopo di dare ai prigionieri un'igiene migliore. Si trattava di docce collettive, anche se il flusso d'acqua era individuale.
Nel 1879 l'esercito prussiano la rese obbligatoria per i soldati ed installò docce comuni alle baracche.